# Notholepiota areolata
Notholepiota areolata är en svampart som först beskrevs av Gordon Herriot Cunningham, och fick sitt nu gällande namn av E. Horak 1971. Notholepiota areolata ingår i släktet Notholepiota och familjen Agaricaceae.   Inga underarter finns listade i Catalogue of Life.

## Bildgalleri

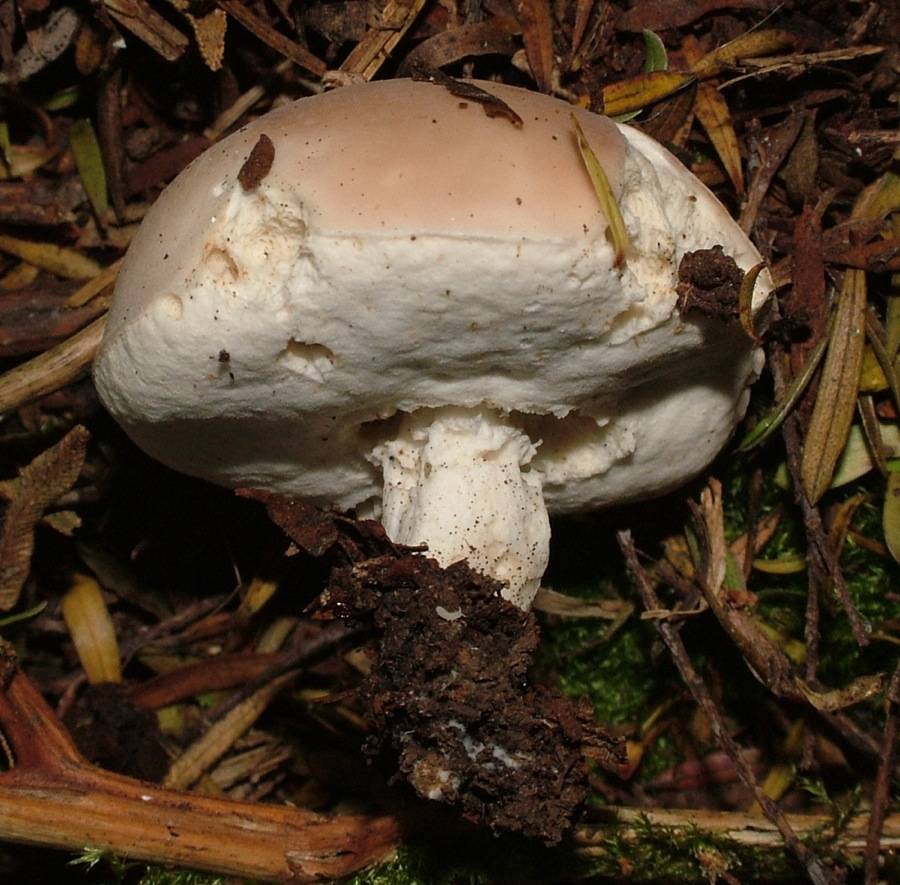